# Мушалук
Мушалук је насељено мјесто у Лици. Припада граду Госпићу, у Личко-сењској жупанији, Република Хрватска.

## Географија
Мушалук је удаљен око 9 км сјеверно од Госпића. У близини насеља протјече ријека Лика.

## Историја
У Мушалуку се налази католичка капела Св. Духа из 1700. године.

## Становништво
Према попису становништва из 2001. године, Мушалук је имао 264 становника. Према попису становништва из 2011. године, насеље Мушалук је имало 228 становника.
| Демографија | Демографија | Демографија |
| Година      | Становника  | Становника  |
| ----------- | ----------- | ----------- |
| 1961.       | 653         |             |
| 1971.       | 616         |             |
| 1981.       | 482         |             |
| 1991.       | 501         |             |
| 2001.       | 264         |             |
| 2011.       |             | 228         |

## Попис 1991
На попису становништва 1991. године, насељено место Мушалук је имало 501 становника, следећег националног састава:
| Попис 1991.‍ | Попис 1991.‍ | Попис 1991.‍ | Попис 1991.‍ | Попис 1991.‍ |
| ----------- | ----------- | ----------- | ----------- | ----------- |
|             |             |             |             |             |
| Хрвати      | Хрвати      |             | 497         | 99,20%      |
| Словенци    | Словенци    |             | 1           | 0,19%       |
| остали      | остали      |             | 3           | 0,59%       |
| укупно: 501 |             |             |             |             |

## Знамените личности
- Стеван Бинички (аустријски и српски официр)